# 另類電影
另類電影（英語：Paracinema）是學術上對不同類型的非「正統」影像的分類。另類電影也指前衛電影或實驗電影。

## 外部連結
- Paracinema Magazine（页面存档备份，存于）